# 西殿塚古墳

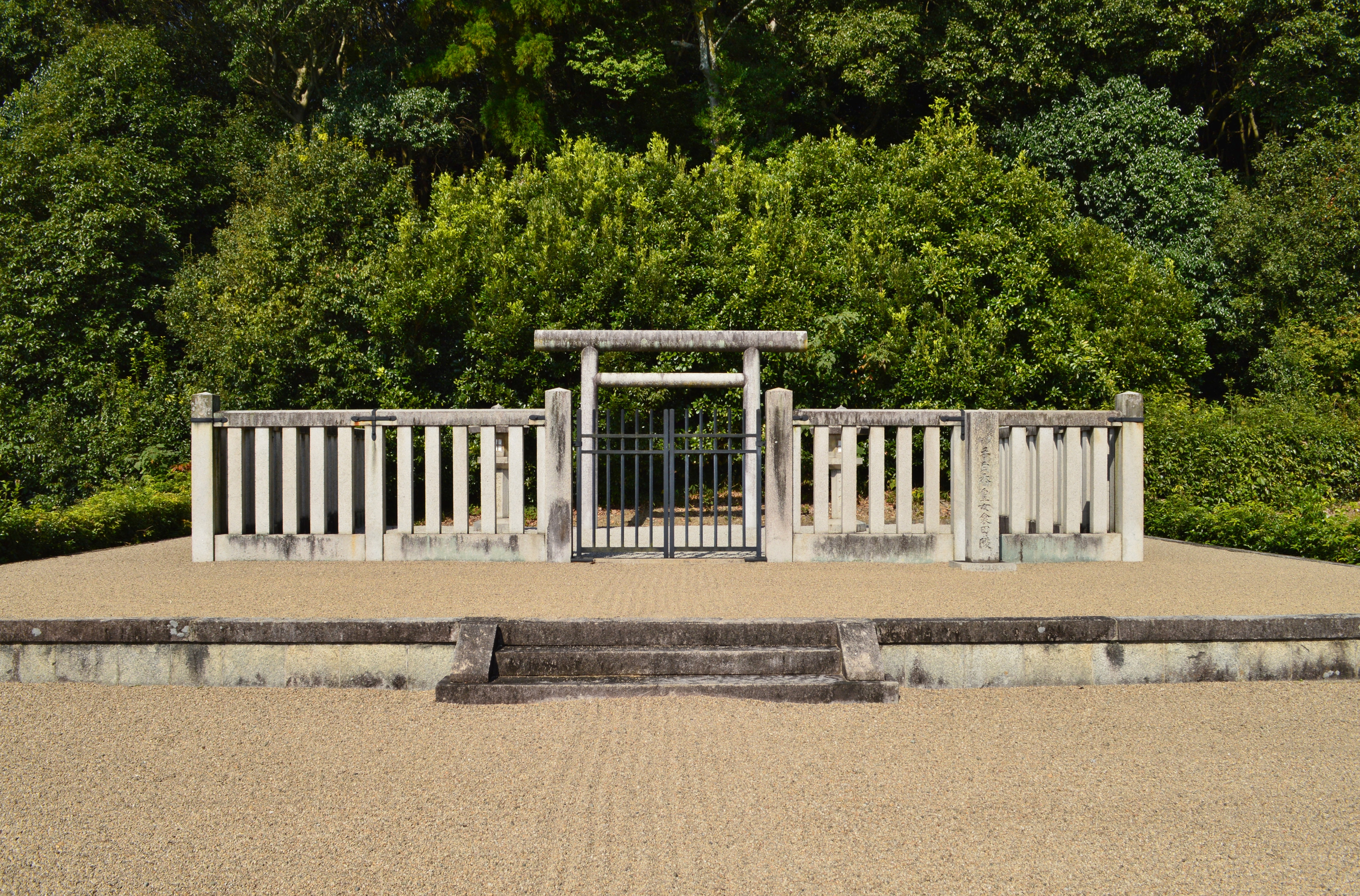
手白香皇女衾田陵 拝所

西殿塚古墳（にしとのづかこふん）は、奈良県天理市中山町にある古墳。形状は前方後円墳。オオヤマト古墳群（うち大和古墳群中山支群）を構成する古墳の1つ。
実際の被葬者は明らかでないが、宮内庁により「衾田陵（ふすまだのみささぎ）」として第26代継体天皇皇后の手白香皇女の陵に治定されている。
3世紀後半（古墳時代前期前半）頃の築造と推定され、古墳時代最初期の箸墓古墳に後続する大王墓とする説で知られる。

## 概要
奈良盆地東縁の丘陵上に築造された巨大前方後円墳である。東側には隣接して東殿塚古墳があり、2基は大和古墳群のうちでは最高所にあって盆地全域を眺望する。墳丘は良好に遺存する。現在は宮内庁治定の皇后陵として同庁の管理下にあり、1989年度（平成元年度）に宮内庁書陵部による墳丘外表調査が実施されたほか、1992-1994年度（平成4-6年度）に天理市教育委員会による墳丘周辺部の調査、2012年度（平成24年度）に学会立ち入り調査などが実施されている。
墳形は前方後円形で前方部を南方に向けるが、東西方向の傾斜地（高位は東側）に直角に築造されているため左右非対称形をとる。墳丘は後円部で東側3段築成・西側4段築成、前方部で東側1段築成・西側2段築成。墳丘長は約230メートルを測るが、これは大和古墳群では最大規模になる。墳丘外表には葺石が認められるほか、特殊器台形土器・特殊器台形埴輪・特殊壺形埴輪（以上墳丘部）、有段口縁の円筒埴輪などの初期埴輪（墳丘周辺部）等が出土している。埋葬施設は明らかでないが、墳丘上では後円部・前方部それぞれに方形壇（方丘）が認められている。
築造時期は、古墳時代前期前半の3世紀後半頃と推定される。箸墓古墳（桜井市箸中）に後続するヤマト王権の大王墓と目され、隣接する東殿塚古墳とでは西殿塚古墳を先とする連続的な築造とされる。被葬者は明らかでないが、現在は宮内庁により手白香皇女（第26代継体天皇皇后）の陵に治定される。ただし築造年代は手白香皇女の6世紀頃という想定年代に合わないため、真の手白香皇女陵については西山塚古墳（天理市萱生町）とする説が有力視され、代わって本古墳の真の被葬者については卑弥呼（箸墓古墳被葬者か）後継者の台与とする説などが挙げられている。

## 遺跡歴
- 1876年（明治9年）、手白香皇女の陵に治定[4]。
- 1889年（明治22年）、陵墓として修営[11]。
- 1986年度（昭和61年度）、第1次調査[6]。
- 1989年度（平成元年度）、墳丘外表調査（宮内庁書陵部、1991年に報告）[5]。
- 1992-1994年度（平成4-6年度）、第2-4次調査（天理市教育委員会、2000年に報告）[6]。
- 2012年（平成24年）
  - 4月9日、航空3次元測量（奈良県立橿原考古学研究所・アジア航測）[13][14]。
  - 8月、盗掘事件（遺構破壊は無し）とその原状復旧に伴う調査（宮内庁書陵部、2014年に報告）[4]。
- 2013年（平成25年）2月20日、考古・歴史学15学会代表による立ち入り調査[7]。

## 墳丘
墳丘の規模は次の通り。

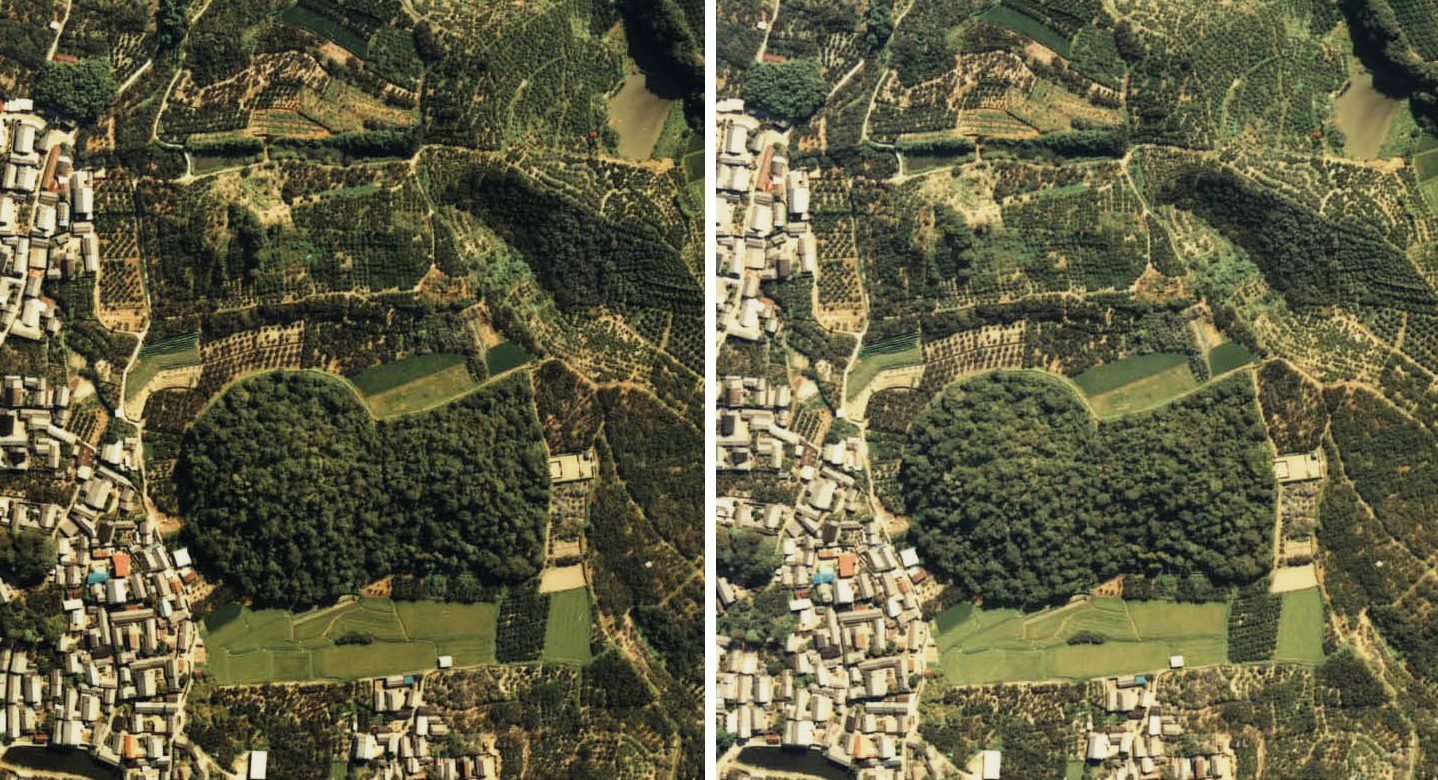
西殿塚古墳のステレオ空中写真（1979年）画像上に東殿塚古墳、下に西殿塚古墳。。

- 墳丘長：約230メートル（文献によっては234メートル[1]、220メートル[4]、219メートル[2]）
- 後円部 - 東側で3段築成、西側で4段築成。
  - 直径：約140メートル
  - 高さ：約16メートル（東側）
- 前方部 - 東側で1段築成、西側で2段築成。
  - 幅：約130メートル
  - 高さ：約12メートル（東側）
- 方形壇（方丘） - 1段築成。
  - 後円部：東西25.15メートル、南北26.54メートル、高さ3.00メートル[13]
  - 前方部：東西12.92メートル、南北 14.43メートル、高さ1.87メートル[13]

墳丘長を219メートルとする説の場合には、全国第24位の規模に位置づけられる。
墳丘の段築テラスは後円部・前方部を直結せず、後円部・前方部の段の違いはくびれ部で解消する。また、墳丘西側には西殿塚古墳特有の幅広の平坦面（エプロン）が最下段として成形されている。墳丘東側には陸橋状施設が後円部中央・前方部南側の2ヶ所に設けられており、いずれも隣接する東殿塚古墳に接続する。

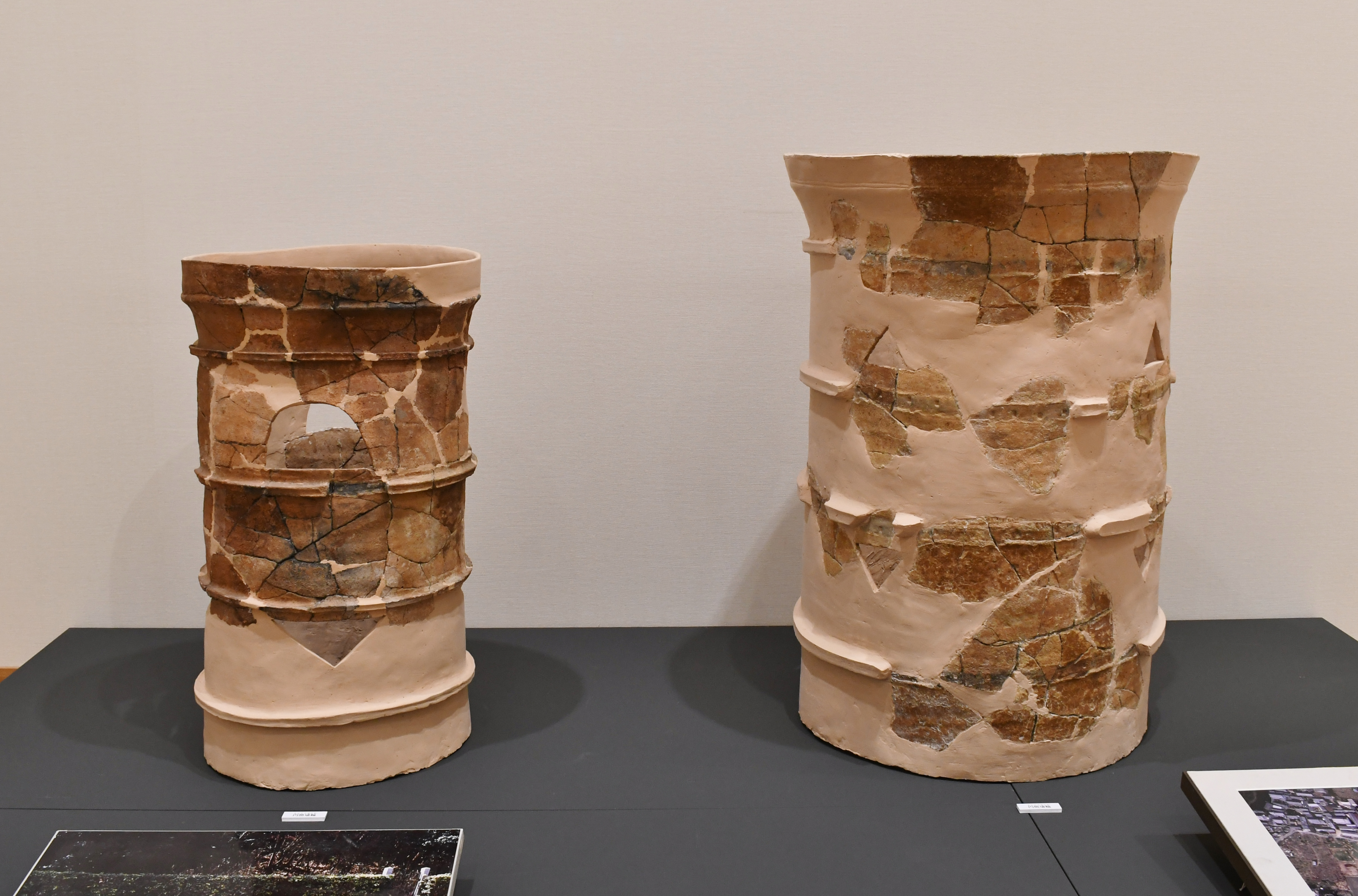
円筒埴輪 なら歴史芸術文化村企画展示時に撮影。
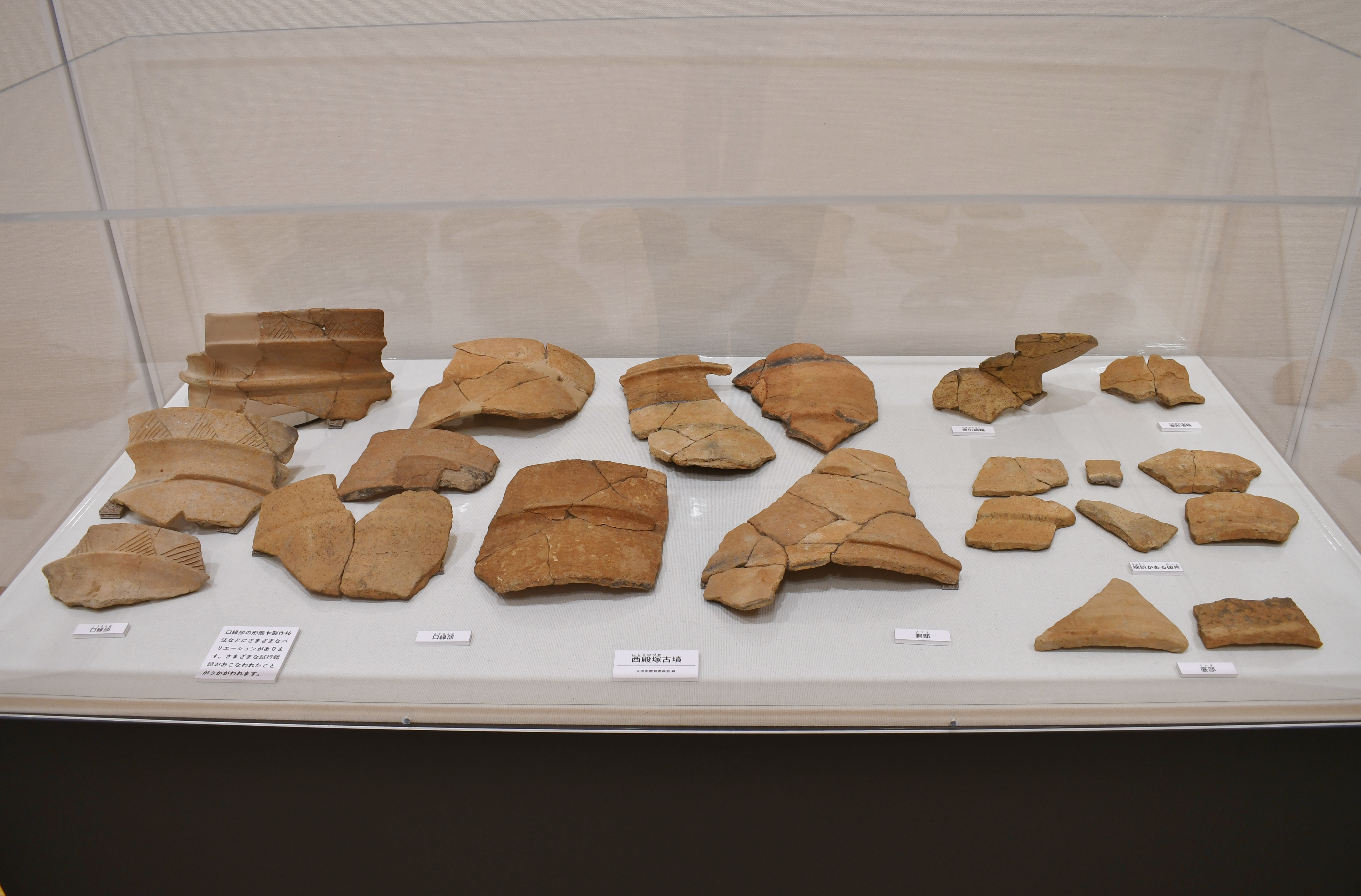
埴輪片 なら歴史芸術文化村企画展示時に撮影。

## 被葬者
『日本書紀』に基づく関係系図
|                              |                              |                              |                              |                              |                              |                              |  | 24 仁賢天皇 (在位:5c末) |            |            |            |            |            |                              |                              |                              |                              |                              |                              |
|                              |                              |                              |                              |                              |                              |                              |  |                         |            |            |            |            |            |                              |                              |                              |                              |                              |                              |
|                              |                              |                              |                              |                              |                              |                              |  |                         |            |            |            |            |            |                              |                              |                              |                              |                              |                              |
| 26 継体天皇 (在位:507?-531?) | 26 継体天皇 (在位:507?-531?) | 26 継体天皇 (在位:507?-531?) | 26 継体天皇 (在位:507?-531?) | 26 継体天皇 (在位:507?-531?) | 26 継体天皇 (在位:507?-531?) |                              |  | 手白香皇女              | 手白香皇女 | 手白香皇女 | 手白香皇女 | 手白香皇女 | 手白香皇女 | 25 武烈天皇 (在位:5c末-6c初) | 25 武烈天皇 (在位:5c末-6c初) | 25 武烈天皇 (在位:5c末-6c初) | 25 武烈天皇 (在位:5c末-6c初) | 25 武烈天皇 (在位:5c末-6c初) | 25 武烈天皇 (在位:5c末-6c初) |
| 26 継体天皇 (在位:507?-531?) | 26 継体天皇 (在位:507?-531?) | 26 継体天皇 (在位:507?-531?) | 26 継体天皇 (在位:507?-531?) | 26 継体天皇 (在位:507?-531?) | 26 継体天皇 (在位:507?-531?) |                              |  | 手白香皇女              | 手白香皇女 | 手白香皇女 | 手白香皇女 | 手白香皇女 | 手白香皇女 | 25 武烈天皇 (在位:5c末-6c初) | 25 武烈天皇 (在位:5c末-6c初) | 25 武烈天皇 (在位:5c末-6c初) | 25 武烈天皇 (在位:5c末-6c初) | 25 武烈天皇 (在位:5c末-6c初) | 25 武烈天皇 (在位:5c末-6c初) |
|                              |                              |                              |                              |                              |                              | 29 欽明天皇 (在位:539?-571?) |  |                         |            |            |            |            |            |                              |                              |                              |                              |                              |                              |

西殿塚古墳の実際の被葬者は明らかでないが、宮内庁では第26代継体天皇皇后の手白香皇女（たしらかのひめみこ、手白髪郎女/手白髪命）の陵に治定している。手白香皇女の陵について、『日本書紀』・『古事記』に記載はないが、『延喜式』諸陵寮では遠墓の「衾田墓」として記載され、大和国山辺郡の所在で、兆域は東西2町・南北2町、守戸は無く山辺道勾岡上陵（崇神天皇陵）の陵戸が兼守するとする。その後、中世には陵の所在に関する所伝は喪失。1876年（明治9年）に教部省によって西殿塚古墳が陵所と定められ、1889年（明治22年）に修営がなされている。

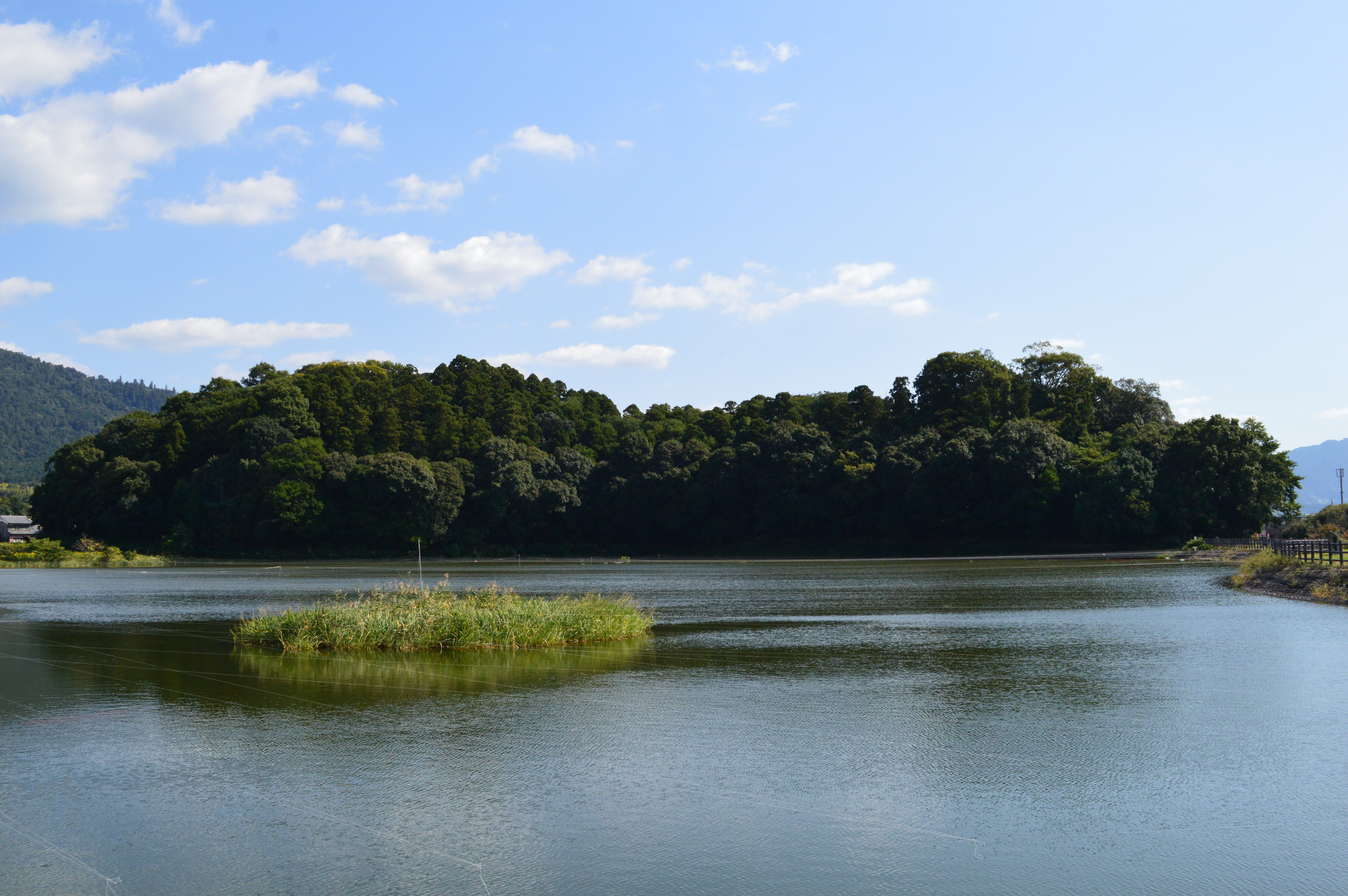
箸墓古墳（桜井市箸中）伝倭迹迹日百襲姫命墓。考古学的にはヤマト王権初代大王墓で卑弥呼の墓か。

以上の一方、手白香皇女の真陵に関しては、西殿塚古墳ではなく西山塚古墳（天理市萱生町）に比定する説が有力視されている。この説は、西殿塚古墳の築造年代が前述のように3世紀後半頃とされる一方、西山塚古墳の年代が6世紀頃と手白香皇女の想定年代と合致する点を根拠とする。一方で西殿塚古墳の真の被葬者については、卑弥呼の墓とされる箸墓古墳（桜井市箸中）に後続することから台与（壹與/臺與）とする説、崇神天皇とする説などが挙げられている。
| 代 | 古墳名         |
| -- | -------------- |
| 1  | 箸墓古墳       |
| 2  | 西殿塚古墳     |
| 3  | 外山茶臼山古墳 |
| 4  | メスリ山古墳   |
| 5  | 行燈山古墳     |
| 6  | 渋谷向山古墳   |